# Dreams & Omens
Dreams & Omens es un álbum en vivo del grupo inglés de rock progresivo Renaissance, editado en el año 2008.
Este directo recoge material grabado de 1978 en el Tower Theater de Filadelfia, como parte de la gira que la agrupación dio aquel año en Estados Unidos.

## Lista de canciones
1. Can You Hear Me (14:32)
2. Carpet Of The Sun (3:53)
3. Day Of The Dreamer (10:32)
4. Midas Man (4:22)
5. Northern Lights (4:19)
6. Things I Don't Understand (9:35)

## Integrantes
- Annie Haslam - voz
- Michael Dunford - guitarra acústica (6 y 12 cuerdas) y coros
- John Tout - piano, teclados y coros
- Jon Camp - bajo eléctrico, guitarra eléctrica y coros
- Terence Sullivan - batería, percusiones y coros